# Daniil Lider
Daniil Lider est un metteur en scène ukrainien né à Viktorfeld, dans la région de Rostov, le 8 mai 1917, et décédé à Kiev le 29 décembre 2002.

## Biographie
À partir de 1933, il étudie à l'école d'art de Rostov et, après avoir obtenu son diplôme en 1937, il entre à l'Académie des arts de Leningrad. Avec le début de la guerre germano-soviétique, après l'occupation des régions occidentales de l'URSS par la Wehrmacht, il travaillait sur le front du travail - d'abord un mineur, puis un artiste de confiance " Emanzhilinskugol" dans la région de Tcheliabinsk de la RSFSR. À partir de 1946, il était l'artiste en chef du théâtre dramatique de Tcheliabinsk du nom de S. Zwilling. À partir de 1955, il travaille comme artiste dans les théâtres de Leningrad. En 1956, il est diplômé de l'Institut de peinture, de sculpture et d'architecture de Leningrad I. Répine.
En 1962, il s'installe à Kiev. À partir de 1963, il travaille au Théâtre de l'opérette de Kiev. À partir de 1965, il a occupé le poste d'artiste en chef du théâtre dramatique ukrainien I. Franko Kyiv. En tant qu'artiste, il a collaboré avec d'autres théâtres de Kiev. Parallèlement, de 1973 à 1980, il enseigne au Département de peinture et de composition de l'Institut d'art de Kiev. En 1975-1980, il dirigeait le studio de théâtre de l'Institut d'art de Kiev. En 1979-1990, il a de nouveau travaillé au théâtre dramatique ukrainien I. Franko Kyiv.
Depuis 1990, il est enseignant (en même temps chef d'atelier) et depuis 1994, il est professeur au Département de peinture et de composition de l'Académie ukrainienne des arts. Il fonde sa propre école de scénographie. Ses étudiants étaient un certain nombre de scénographes ukrainiens, dont Andrew Alexandrovich-Dochevsky, Vladimir Karashevsky, Maria Levitskaya, Sergei Masloboyshchikov, Igor Nesmiyanov, Oleg Lunyov.
Il est l'auteur de nombreuses publications sur des questions créatives dans des périodiques. Son travail théorique est présenté dans la collection " Théâtre pour vous-même " (concept auteur et compilateur Olga Ostroverkh), qui contient des essais philosophiques et théâtraux de l'artiste. Il est décédé à Kiev le 29 décembre 2002. Il a été enterré le 2 janvier 2003 au cimetière Baïkov.

## Récompenses et honneurs
- 1993 : Pectoral de Kiev.